# Raduga Ch-59M
Raduga Ch-59M (kod NATO AS-18 Kazoo) – rosyjski pocisk kierowany klasy powietrze-ziemia.

## Historia
Pocisk Ch-59M jest rozwinięciem starszego Ch-59. Modyfikacja polegała na dodaniu podwieszonego pod kadłubem silnika turboodrzutowego Sojuz RDK-300 i zwiększeniu masy głowicy. Dzięki zastosowaniu odrzutowego silnika marszowego udało się zwiększyć zasięg rakiety z 40 do 115 km. Pocisk jest kierowany przy pomocy aparatury radiowej APK-8 (samoloty MiG-27K) lub APK-9 (Su-24M, Su-30M i nowsze). Wystrzelony pocisk leci na zaprogramowanej przed startem wysokości 100, 200, 600 lub 1000 m (nad lądem) lub 7 m (nad wodą).

## Dane taktyczno-techniczne
- Masa: 930 kg
- Masa głowicy bojowej: 315 kg (ładunek penetrujący) lub 280 kg (ładunek odłamkowy), ładunek termojądrowy
- Długość: 5,70 m
- Średnica kadłuba: 0,38 m
- Rozpiętość: 1,26 m
- Prędkość: 285 m/s
- Zasięg: do 115 km,  wer. MK do 285 km